# Blocco 181 - Original Soundtrack
Blocco 181 - Original Soundtrack è la prima colonna sonora del rapper italiano Salmo, pubblicata il 27 maggio 2022 dalla Epic Records e dalla Sony Music.

## Descrizione
Si tratta della colonna sonora della serie Blocco 181, di cui Salmo ha ricoperto i ruoli di direttore creativo e supervisore musicale, oltre che quello di attore. Per la realizzazione del disco il rapper ha selezionato svariati produttori e rapper, tra cui Drillionaire, Ensi, Guè, Jake La Furia e Nerone.

## Tracce
1. Salmo – 181 – 2:21 (testo: Maurizio Pisciottu – musica: Diego Vettraino, Verano)
2. Guè – Loco – 2:18 (testo: Cosimo Fini, Rosa Luini – musica: Andrea Ferrara)
3. Baby Gang – 9.19 – 2:00 (testo: Zaccaria Mouhib – musica: Luciennn, Bobo)
4. Jake La Furia, Rose Villain – M.S.O.M. – 3:03 (testo: Francesco Vigorelli, Rosa Luini – musica: Luca Pace)
5. Ensi – Ez – 2:21 (testo: Jari Ivan Vella – musica: Luciennn)
6. Lazza – MI Anthem – 2:10 (testo: Jacopo Lazzarini – musica: Marco Azara, Maurizio Pisciottu, Verano)
7. El Dicy Boy & Isaias LM – Prendelo – 2:28 (testo: El Dicy Boy, Isaias LM – musica: Andry the Hitmaker, Verano)
8. Ernia – Apri – 1:50 (testo: Matteo Professione – musica: Salmo, Luciennn, Verano)
9. Nerone – Sicario – 2:05 (testo: Massimiliano Figlia – musica: Luciennn)
10. Noyz Narcos – Sotto voce – 2:46 (testo: Emanuele Frasca – musica: The Night Skinny, Luciennn, Verano)
11. Salmo, Luciennn, Verano – Blocco 181 – 0:36

## Classifiche

### Classifiche settimanali
| Classifica (2022) | Posizione massima |
| ----------------- | ----------------- |
| Italia            | 1                 |
| Svizzera          | 64                |

### Classifiche di fine anno
| Classifica (2022) | Posizione |
| ----------------- | --------- |
| Italia            | 64        |